# John L. Hines

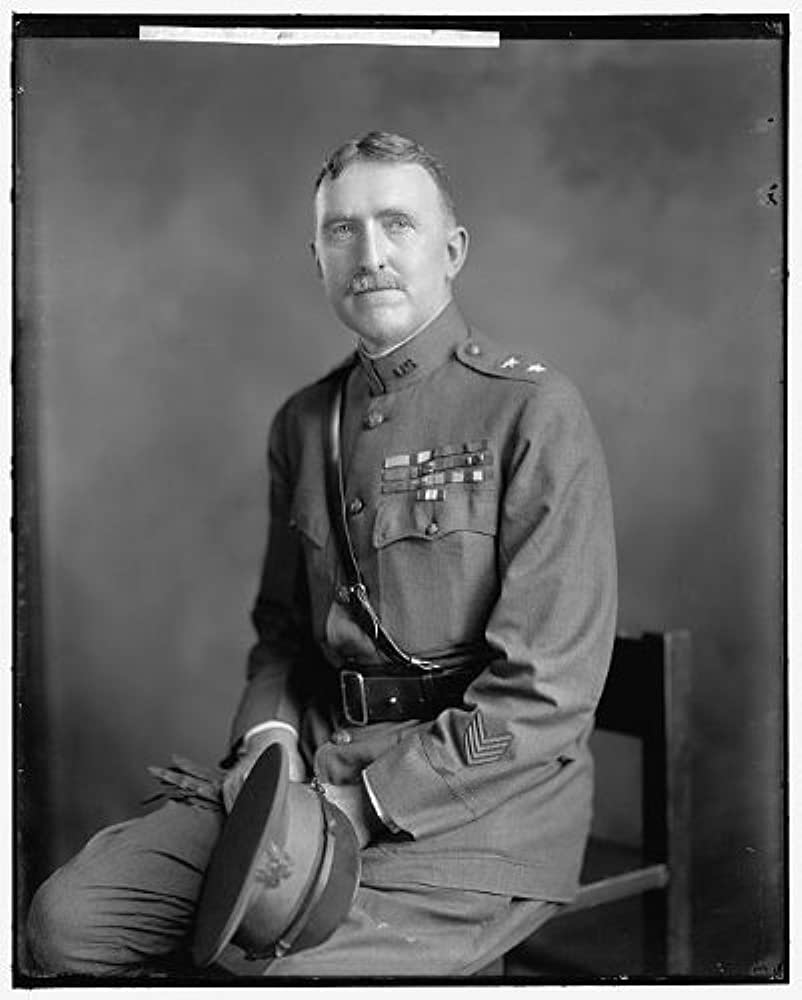
John L. Hines

John Leonard Hines (* 21. Mai 1868 in White Sulphur Springs, West Virginia; † 13. Oktober 1968 in Washington, D.C.) war ein US-amerikanischer General und Chief of Staff of the Army von 1924 bis 1926.

## Leben
Hines wurde als Sohn einer irischstämmigen Familie geboren. Er graduierte 1891 von der United States Military Academy in West Point und kam danach als Second Lieutenant zum 2nd Infantry Regiment, mit dem er im Westen der USA (Nebraska und Montana) stationiert war. Er nahm am Spanisch-Amerikanischen Krieg auf Kuba teil und war dort bis 1900 eingesetzt. Von 1900 bis 1901 nahm er am Philippinisch-Amerikanischen Krieg teil, wobei er im Süden der Inseln gegen die Moros-Aufständischen kämpfte. Ab Dezember 1900 war er Captain im 23rd Infantry Regiment. Bis 1912 diente er anschließend als Quartiermeister in verschiedenen Posten in den USA, in Japan und auf den Philippinen. 1912 wurde er Major im 6th Infantry Regiment. Ab 1913 diente er als Generaladjutant beim Western Department.
Von 1914 bis 1916 diente Hines als Adjutant bei der 8th Infantry Brigade im El Paso District. Er nahm als Adjutant General Pershings an der Mexikanischen Expedition teil. Im Anschluss wurde er assistierender Adjutant beim Eastern Department und wurde im Mai 1917 zum Lieutenant Colonel befördert und zum assistierenden Generaladjutanten Pershings, des Oberbefehlshabers der American Expeditionary Forces, ernannt, mit dem er im gleichen Monat nach Frankreich reiste. Im Oktober 1917 übernahm er als Colonel das 16th Infantry Regiment der 1st Infantry Division, mit dem er im Bereich der französischen 1. Armee eingesetzt wurde. Im April 1918 erfolgte die Beförderung zum Brigadier General der National Army und Hines erhielt den Befehl über die 1st Infantry Brigade der 1st Division. Mit seiner Brigade nahm er an den Kämpfen bei Montdidier, an der Marne und bei Saizerais teil. Zum Major General der National Army befördert, übernahm er im August 1918 die 4th Infantry Division, die er im September in der Schlacht von St. Mihiel und anschließend in der Maas-Argonnen-Offensive führte. Kurz vor Kriegsende erhielt er den Befehl über das III Corps, mit dem er nach dem Waffenstillstand an der Besetzung des Rheinlandes teilnahm. Sein Rang in der Regular Army wurde im November 1918 auf den eines Brigadier General festgelegt.
Hines führte in der Nachkriegszeit ab September 1920 die 5th Infantry Division, ab Juli 1921 die 2nd Infantry Division und schließlich das VIII Corps Area. Im März 1921 erhielt er den permanenten Rang eines Major General. Im Dezember 1922 wurde er Deputy Chief of Staff of the Army unter Pershing, dem er im September 1924 als Chief of Staff of the Army nachfolgte. Im November 1926 wurde er von Charles P. Summerall abgelöst. Er setzte anders als die meisten CSA vor ihm seine aktive Karriere fort, zunächst als Befehlshaber des IX Corps Area und ab 1930 des Philippine Department. Im Mai 1932 nahm er seinen Abschied. 1940 wurde er durch einen Akt des Kongresses auf der retired list noch zum General befördert. Er starb 1968 im Alter von 100 Jahren und ist neben James A. Van Fleet der einzige US-Viersternegeneral, der dieses Alter erreichte. Sein Sohn John L. Hines junior diente im Zweiten Weltkrieg als Colonel bei der 6th Armored Division.